# Lezbos
Lezbos [lésbos] (grško Λέσβος, latinizirano: Lésbos, Lesvos) je grški otok v severovzhodnem delu Egejskega morja. Je del prefekture Lezbos, tretji največji grški in osmi največji sredozemski otok. Njegova površina je 1630 km², dolžina obale pa 320 km. Prebivalcev je približno 90.000 in tretjina živi v glavnem mestu Mitilene na jugovzhodnem delu otoka. Preostalo prebivalstvo je razpršeno po manjših mestih in vaseh.

## Največja naselja na otoku
Največja naselja na otoku so:
- Agia Paraskeni
- Agiasos
- Gera
- Eresos-Antisa
- Evergetulas
- Kaloni
- Lutropoli Termis
- Mantamados
- Mitimna
- Mitilene (glavno mestu na otoku)
- Petra
- Plomari
- Polihnitos